# 徂徕山抗日武装起义旧址
徂徕山革命遗址，位于山东省泰安市岱岳区徂徕山，是中华人民共和国山东省文物保护单位之一。
1977年12月23日，授予山东省文物保护单位，分类为革命遗址及革命纪念建筑物。2013年3月5日，列入第七批全国重点文物保护单位，分类为近现代重要史迹及代表性建筑。